# Koji Arimura
Koji Arimura (有村 光史 Arimura Koji?), född 25 augusti 1976 i Fukuoka prefektur, är en japansk före detta fotbollsspelare.
Arimura började sin karriär 1999 i Sagan Tosu. 2002 flyttade han till Oita Trinita. Efter Oita Trinita spelade han för Nagoya Grampus Eight, Vissel Kobe och Roasso Kumamoto. Han avslutade karriären 2008.